# Catedral de los Ángeles de la Guarda (Sapporo)
La Catedral de los Ángeles de la Guarda o simplemente Iglesia de Kitaiciho (en japonés: 守護の天使司教座聖堂) es el nombre que recibe un edificio religioso que está afiliado a la Iglesia católica y se encuentra en la ciudad de Sapporo en el país asiático de Japón.
El templo sigue el rito romano o latino y sirve como la sede de la diócesis de Sapporo (Dioecesis Sapporensis; カトリック札幌司教区) que fue elevada a su actual estatus por el papa Pío XII mediante la bula "Iis Christi" en 1952.
Ofrece servicios religiosos tanto en japonés como en inglés y esta bajo la responsabilidad pastoral del obispo Bernard Taiji Katsuya.